# 阿賀町

阿賀町および隣接する五泉市における平成の大合併の地図。当町は旧4町村が合併して誕生した。

阿賀町（あがまち）は、新潟県下越地方の東蒲原郡にある町。2005年に津川町・鹿瀬町・三川村・上川村の4町村が新設合併し発足した。
町名の由来は地域を流れる阿賀野川から。江戸時代までは会津藩領であり、町域の大部分は1886年（明治19年）まで福島県に所属していた。

## 地理
町の中央を阿賀野川とその支流の常浪川が流れ、その沿岸の段丘を中心に開けた山間地域。面積は952.88平方キロメートルで、新潟県面積の約6.8%を占めている。その広さは県内30市町村で村上市、上越市に次いで3番目である。
- 山：大日岳、飯豊山、麒麟山、御神楽岳
- 河川：阿賀野川、常浪川
- 湖沼：鹿瀬ダム調整池、豊実貯水池、揚川貯水池

### 気候
| 津川（1991年 - 2020年）の気候      | 津川（1991年 - 2020年）の気候 | 津川（1991年 - 2020年）の気候 | 津川（1991年 - 2020年）の気候 | 津川（1991年 - 2020年）の気候 | 津川（1991年 - 2020年）の気候 | 津川（1991年 - 2020年）の気候 | 津川（1991年 - 2020年）の気候 | 津川（1991年 - 2020年）の気候 | 津川（1991年 - 2020年）の気候 | 津川（1991年 - 2020年）の気候 | 津川（1991年 - 2020年）の気候 | 津川（1991年 - 2020年）の気候 | 津川（1991年 - 2020年）の気候 |
| 月                                 | 1月                           | 2月                           | 3月                           | 4月                           | 5月                           | 6月                           | 7月                           | 8月                           | 9月                           | 10月                          | 11月                          | 12月                          | 年                            |
| ---------------------------------- | ----------------------------- | ----------------------------- | ----------------------------- | ----------------------------- | ----------------------------- | ----------------------------- | ----------------------------- | ----------------------------- | ----------------------------- | ----------------------------- | ----------------------------- | ----------------------------- | ----------------------------- |
| 最高気温記録 °C （°F）             | 15.1 (59.2)                   | 19.3 (66.7)                   | 23.1 (73.6)                   | 31.4 (88.5)                   | 34.6 (94.3)                   | 34.2 (93.6)                   | 36.8 (98.2)                   | 39.4 (102.9)                  | 36.4 (97.5)                   | 30.8 (87.4)                   | 24.9 (76.8)                   | 20.8 (69.4)                   | 39.4 (102.9)                  |
| 平均最高気温 °C （°F）             | 3.4 (38.1)                    | 4.4 (39.9)                    | 8.5 (47.3)                    | 16.2 (61.2)                   | 22.3 (72.1)                   | 25.4 (77.7)                   | 28.5 (83.3)                   | 30.3 (86.5)                   | 25.8 (78.4)                   | 19.3 (66.7)                   | 12.6 (54.7)                   | 6.1 (43)                      | 16.9 (62.4)                   |
| 日平均気温 °C （°F）               | 0.2 (32.4)                    | 0.3 (32.5)                    | 3.1 (37.6)                    | 9.2 (48.6)                    | 15.2 (59.4)                   | 19.5 (67.1)                   | 23.3 (73.9)                   | 24.5 (76.1)                   | 20.2 (68.4)                   | 13.7 (56.7)                   | 7.4 (45.3)                    | 2.4 (36.3)                    | 11.6 (52.9)                   |
| 平均最低気温 °C （°F）             | −2.7 (27.1)                   | −3.2 (26.2)                   | −1.4 (29.5)                   | 2.9 (37.2)                    | 8.9 (48)                      | 14.6 (58.3)                   | 19.5 (67.1)                   | 20.3 (68.5)                   | 16.3 (61.3)                   | 9.6 (49.3)                    | 3.5 (38.3)                    | −0.5 (31.1)                   | 7.3 (45.1)                    |
| 最低気温記録 °C （°F）             | −14.5 (5.9)                   | −16.5 (2.3)                   | −12.2 (10)                    | −6.3 (20.7)                   | −0.2 (31.6)                   | 5.1 (41.2)                    | 10.1 (50.2)                   | 10.9 (51.6)                   | 5.6 (42.1)                    | 0.1 (32.2)                    | −5.0 (23)                     | −10.2 (13.6)                  | −16.5 (2.3)                   |
| 降水量 mm （inch）                 | 279.3 (10.996)                | 188.3 (7.413)                 | 169.5 (6.673)                 | 126.0 (4.961)                 | 110.4 (4.346)                 | 160.3 (6.311)                 | 304.8 (12)                    | 209.3 (8.24)                  | 155.9 (6.138)                 | 185.2 (7.291)                 | 260.5 (10.256)                | 324.8 (12.787)                | 2,487.6 (97.937)              |
| 降雪量 cm （inch）                 | 253 (99.6)                    | 200 (78.7)                    | 96 (37.8)                     | 8 (3.1)                       | 0 (0)                         | 0 (0)                         | 0 (0)                         | 0 (0)                         | 0 (0)                         | 0 (0)                         | 5 (2)                         | 115 (45.3)                    | 658 (259.1)                   |
| 平均降水日数 （≥1.0 mm）           | 24.0                          | 20.0                          | 20.3                          | 14.5                          | 12.0                          | 12.4                          | 15.4                          | 12.0                          | 13.8                          | 15.5                          | 19.1                          | 23.6                          | 203.0                         |
| 平均月間日照時間                   | 40.6                          | 55.6                          | 104.1                         | 162.9                         | 197.9                         | 168.5                         | 151.3                         | 194.6                         | 140.1                         | 112.7                         | 80.0                          | 46.3                          | -                             |
| 出典1：Japan Meteorological Agency |                               |                               |                               |                               |                               |                               |                               |                               |                               |                               |                               |                               |                               |
| 出典2：気象庁                      |                               |                               |                               |                               |                               |                               |                               |                               |                               |                               |                               |                               |                               |

寒暖の差が大きく気温の年較差、日較差が大きい顕著な大陸性気候である。降雪量が多く、周辺の自治体と同様に特別豪雪地帯に指定されている。冬季は-15℃前後の気温が観測されることが珍しくなく、寒さが厳しい。

### 隣接している自治体
- 新潟県
  - 新発田市
  - 阿賀野市
  - 五泉市
  - 三条市
- 福島県
  - 喜多方市
  - 大沼郡：金山町
  - 耶麻郡：西会津町
  - 南会津郡：只見町

山形県西置賜郡小国町・飯豊町とは数メートルまで接近しているが接していない。間にある飯豊山の稜線の登山道が福島県喜多方市だからである。

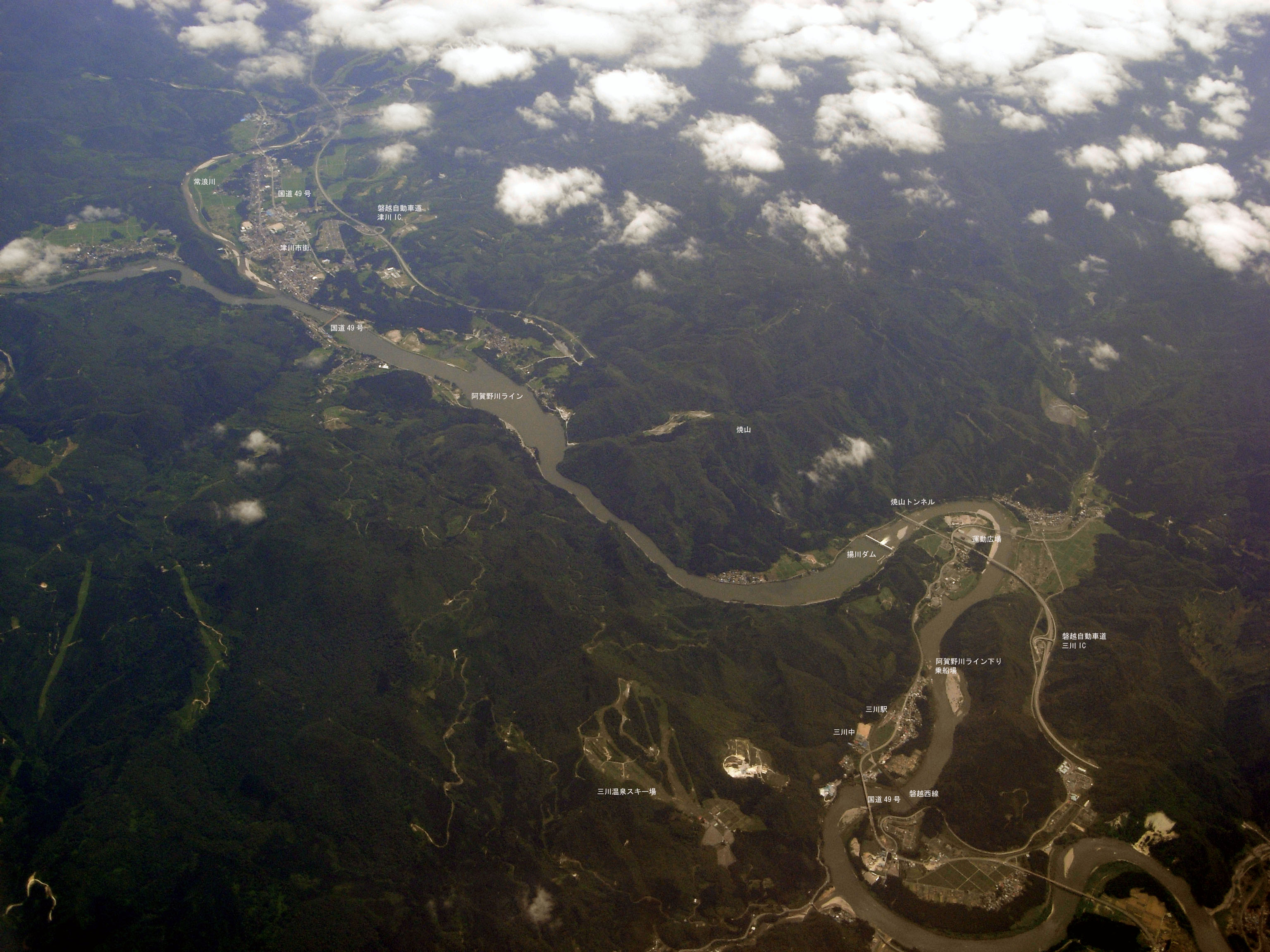
阿賀野川中流域。阿賀町鹿瀬～津川～三川近辺の阿賀野川ライン。上流側より豊実、鹿瀬、揚川の各ダムがある（解説無し画像）
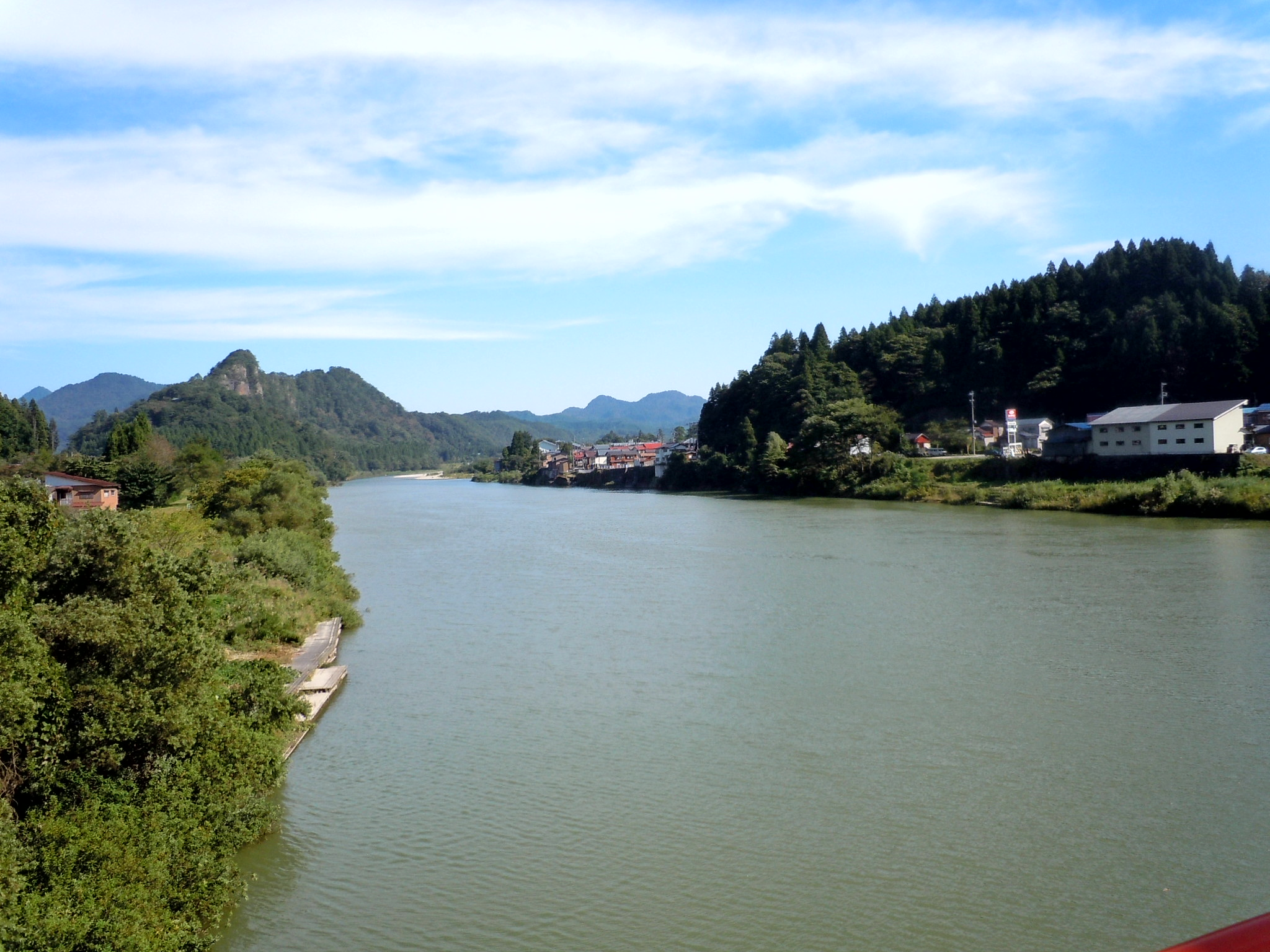
阿賀町津川の麒麟橋から見た阿賀野川

## 歴史

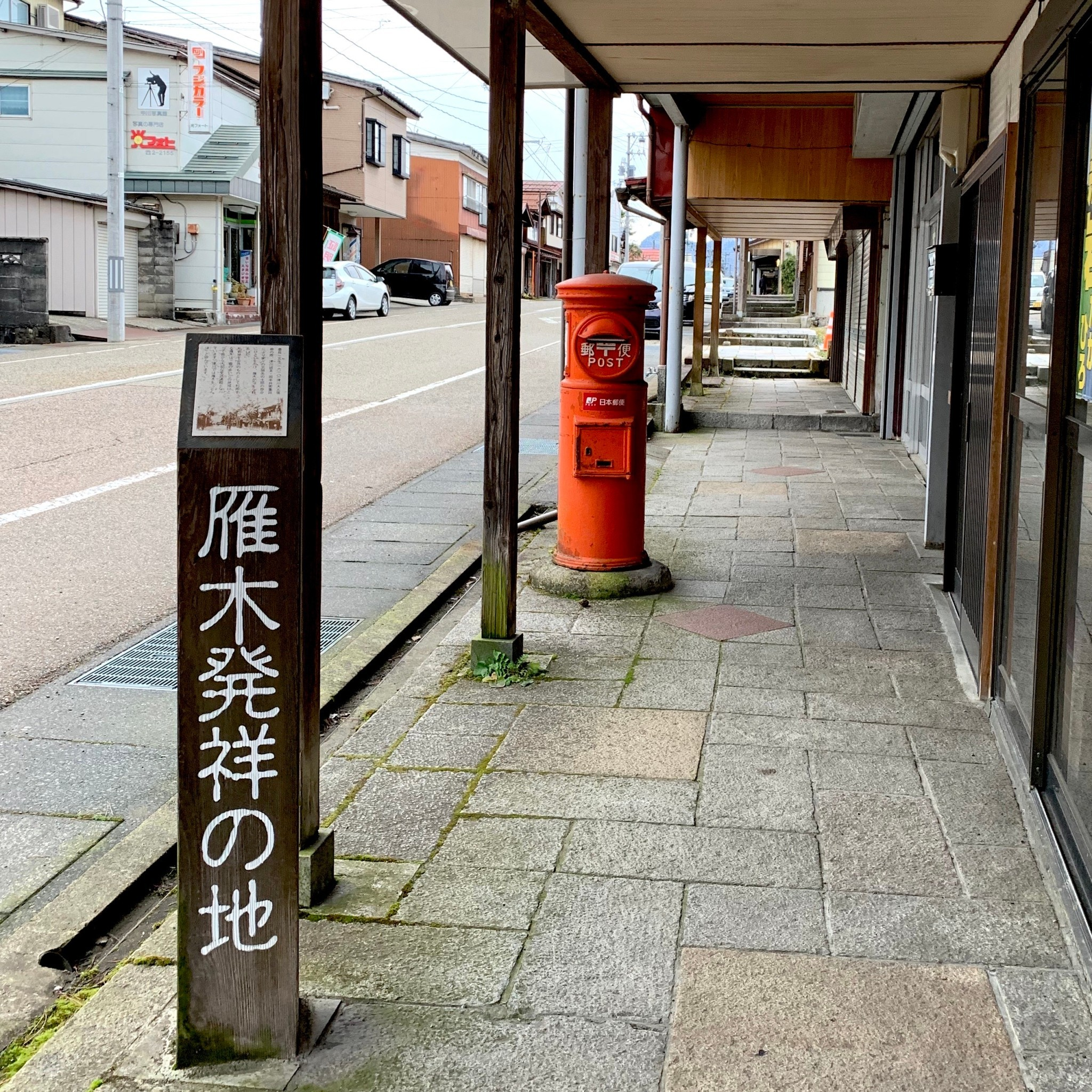
津川の「雁木発祥の地」の碑（2020年3月）

町の中心である津川は会津と越後を結ぶ水陸の交通結節点として古くから栄え、江戸時代には「津川船道（ふなどう）」と呼ばれる水運業者が新潟湊との間の舟運ルートを統制していた。
明治期には古河財閥の古河市兵衛による草倉銅山の本格開発が始まり、鉱山ふもとの角神（つのがみ）には製錬所や河港が整備された。1883年（明治16年）には別子銅山に次ぐ国内第2位の産出量となったが枯渇が進み、1914年（大正3年）に閉山となった。昭和初期には森コンツェルンの森矗昶が建設責任者を担った鹿瀬ダムが完成し、豊富な電力資源と阿賀野川左岸でとれる石灰岩を利用して昭和電工（現・新潟昭和）鹿瀬工場が操業開始。鹿瀬は企業城下町の性質を持つ。さらに三川では日産コンツェルンの日本鉱業が三川鉱山を経営していた。
過去の豪雨災害時には河川氾濫が度々発生しており、平成23年7月新潟・福島豪雨や令和元年東日本台風（台風19号）でも浸水被害が出ている。

### 年表
- 明治元年
  - 9月22日（1868年11月6日） - 会津戦争で会津藩が新政府軍に降伏し、領地を没収される。
  - 10月1日（1868年11月14日） - 旧会津藩領に若松民政局を設置。現町域の大部分がその管轄となる。
- 明治2年
  - 5月4日（1869年6月13日） - 若松民政局を廃され、若松県が設置される。
- 1876年（明治9年）08月21日 - 第2次府県統合により福島県の管轄となる。現在の阿賀町の大部分もここに属した。
- 1879年（明治12年）01月27日 - 郡区町村編制法の福島県での施行により、福島県蒲原郡に行政区画としての東蒲原郡が発足。郡役所を津川町に設置。
- 1886年（明治19年）05月27日 - 東蒲原郡が新潟県の管轄となる。
- 2005年（平成17年）04月01日 - 東蒲原郡津川町・鹿瀬町・三川村・上川村が合併し発足。

## 人口
| |                                        |  |
| 阿賀町と全国の年齢別人口分布（2005年） | 阿賀町の年齢・男女別人口分布（2005年） |  |
| ■紫色 ― 阿賀町 ■緑色 ― 日本全国 | ■青色 ― 男性 ■赤色 ― 女性              |  |
| 阿賀町（に相当する地域）の人口の推移 \| 1970年（昭和45年） \| 24,632人 \| \| \| 1975年（昭和50年） \| 22,070人 \| \| \| 1980年（昭和55年） \| 20,280人 \| \| \| 1985年（昭和60年） \| 18,526人 \| \| \| 1990年（平成2年） \| 17,557人 \| \| \| 1995年（平成7年） \| 16,786人 \| \| \| 2000年（平成12年） \| 15,813人 \| \| \| 2005年（平成17年） \| 14,703人 \| \| \| 2010年（平成22年） \| 13,303人 \| \| \| 2015年（平成27年） \| 11,680人 \| \| \| 2020年（令和2年） \| 9,965人 \| \| |                                        |  |
| 総務省統計局 国勢調査より |                                        |  |
| 1970年（昭和45年） | 24,632人                               |  |
| 1975年（昭和50年） | 22,070人                               |  |
| 1980年（昭和55年） | 20,280人                               |  |
| 1985年（昭和60年） | 18,526人                               |  |
| 1990年（平成2年） | 17,557人                               |  |
| 1995年（平成7年） | 16,786人                               |  |
| 2000年（平成12年） | 15,813人                               |  |
| 2005年（平成17年） | 14,703人                               |  |
| 2010年（平成22年） | 13,303人                               |  |
| 2015年（平成27年） | 11,680人                               |  |
| 2020年（令和2年） | 9,965人                                |  |

## 行政
- 町長
  - 初代：長谷川東二（2005年4月25日–2006年10月27日 任期途中で辞任）
  - 二代目：神田敏郎（2006年12月3日–2018年12月2日 3期）
  - 三代目：神田一秋（2018年12月3日– 2期目）
- 町議会
  - 定数12人（任期：2025年4月30日まで）

### 役場
旧津川町役場を阿賀町役場本庁とし、他1町2村の庁舎は支所となった。
| 役場     | 旧役場     | 郵便番号 | 住所                     |
| -------- | ---------- | -------- | ------------------------ |
| 本庁     | 津川町役場 | 959-4495 | 東蒲原郡阿賀町津川580    |
| 鹿瀬支所 | 鹿瀬町役場 | 959-4392 | 東蒲原郡阿賀町鹿瀬8931-1 |
| 上川支所 | 上川村役場 | 959-4505 | 東蒲原郡阿賀町豊川甲236  |
| 三川支所 | 三川村役場 | 959-4696 | 東蒲原郡阿賀町白崎1182   |

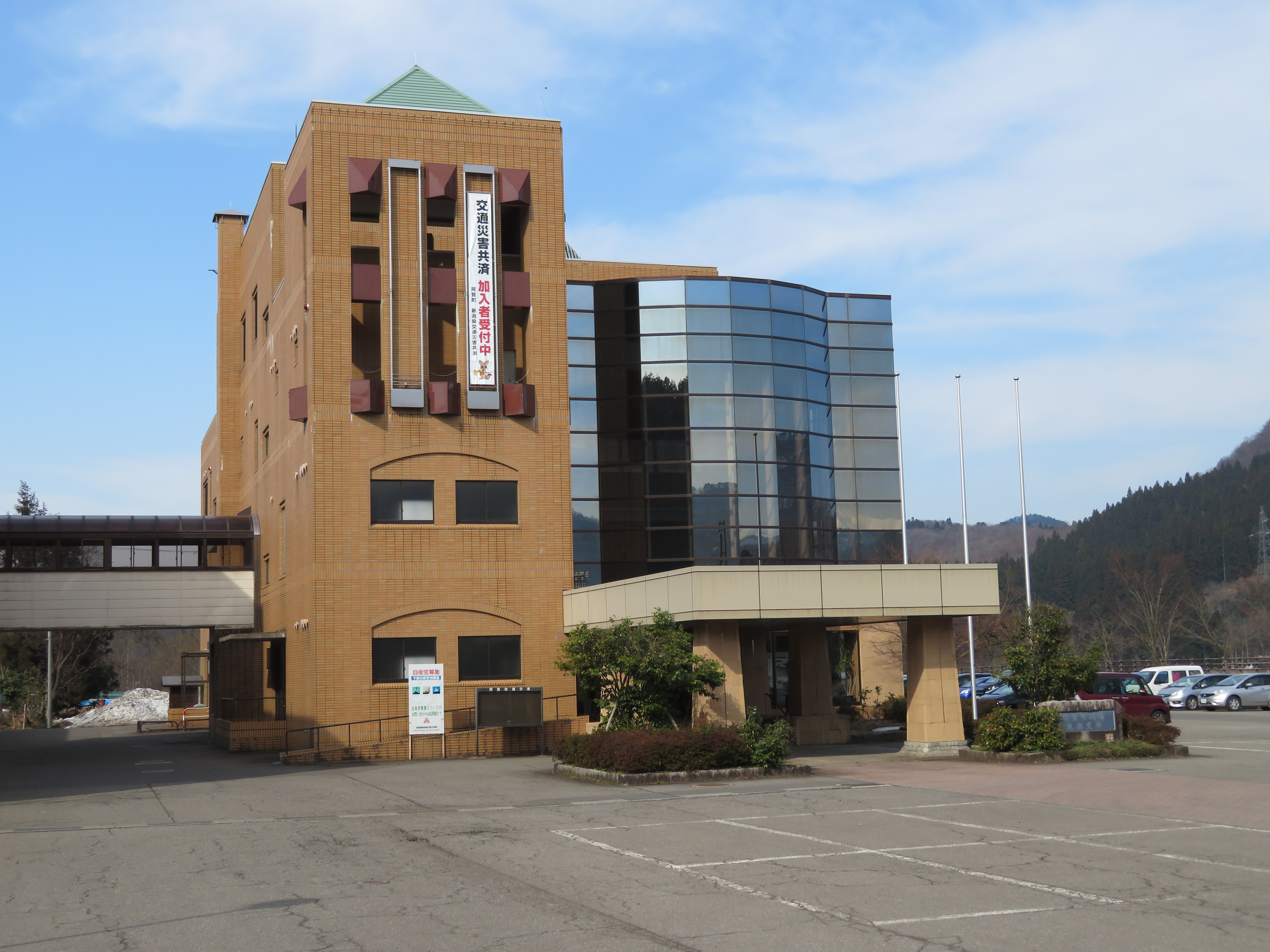
鹿瀬支所庁舎（旧鹿瀬町役場庁舎）
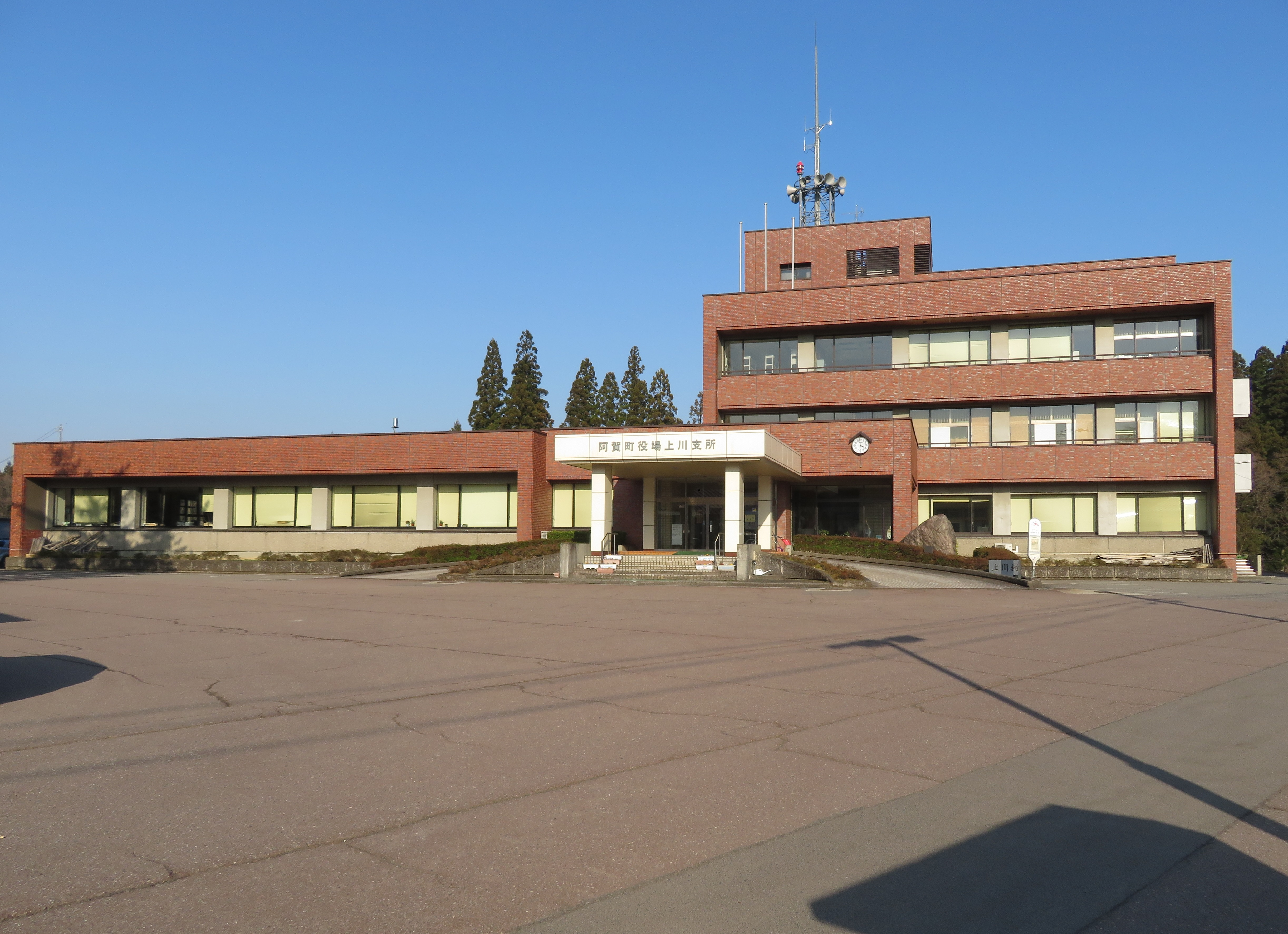
上川支所庁舎（旧上川村役場庁舎）
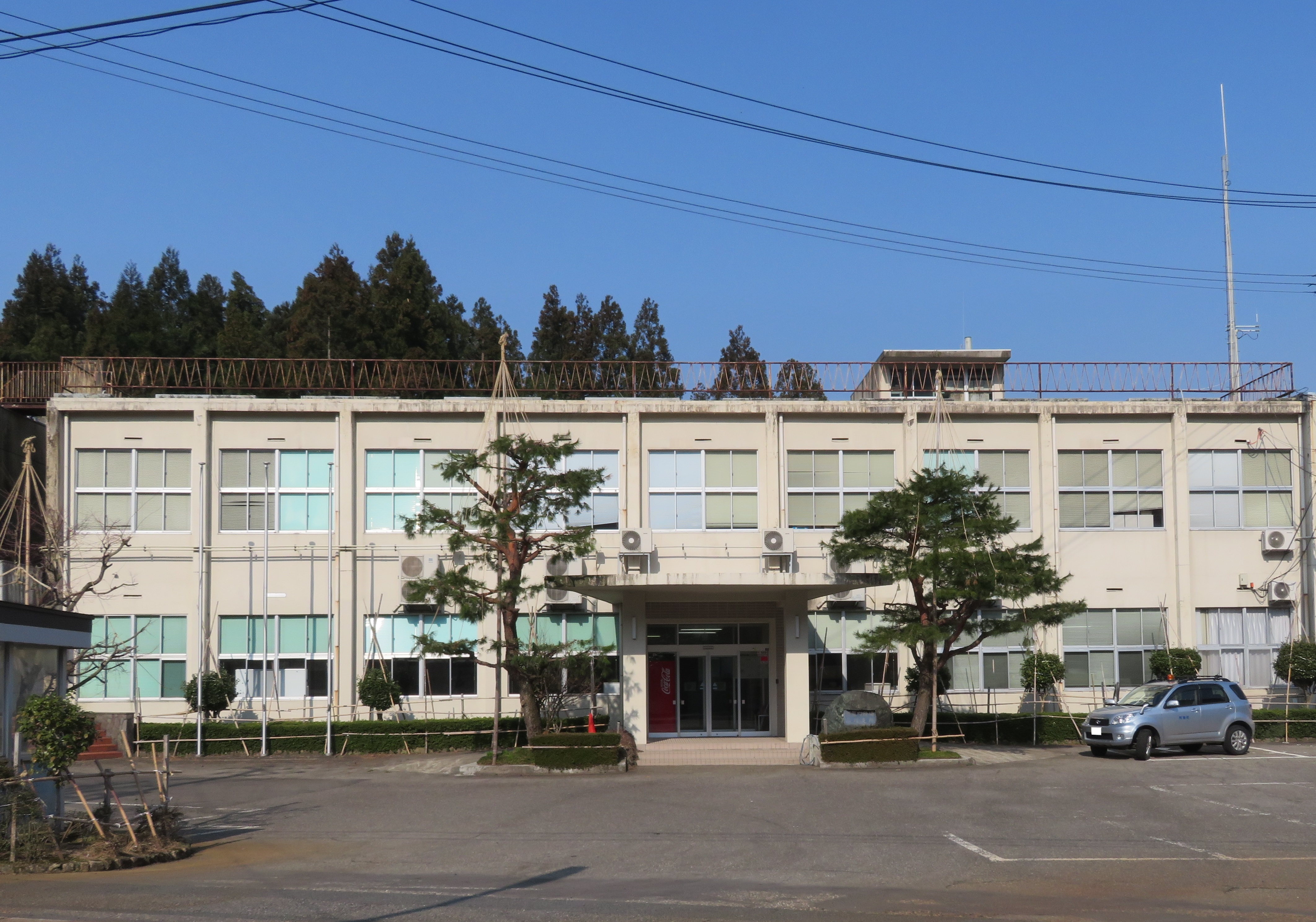
三川支所庁舎（旧三川村役場庁舎）

## 経済

### 産業
近世や近代には前述の草倉銅山のほか、大谷金山（昭和初期に三川鉱山に改称）、持倉鉱山（1920年に事実上閉山。銅や亜鉛などを産出）など様々な鉱山があり、遺構が現在にも残る。
主な企業・事業所
- 新潟昭和 本社（旧昭和電工）
- 東北電力 鹿瀬ダム

産業人口（平成17年国勢調査）
- 第1次 - 0869人
- 第2次 - 2232人
- 第3次 - 3558人

### 金融機関（預貯金取扱金融機関）
- 第四北越銀行 津川支店
- 大光銀行 津川支店
- 新潟県労働金庫 津川出張所
- 新潟かがやき農業協同組合 阿賀支店
- 新潟かがやき農業協同組合 三川支店

## 施設

### 郵便
- 津川郵便局（集配局）
- 上川郵便局（集配局）
- 三川郵便局（集配局）
- 豊実郵便局
- 日出谷郵便局
- 鹿瀬郵便局
- 新谷郵便局
- 五十島郵便局
- 東下条郵便局

## 地域

### 町丁
| - 赤岩 - あが野北 - あが野南 - 新谷 - 五十沢 - 五十島 - 石戸 - 石間 - 岩谷 - 上ノ山 - 大牧 - 岡沢 - 小手茂 - 鹿瀬 - 上島 - 神谷乙 - 神谷甲 - 神谷丙 | - 川口 - 京ノ瀬 - 九島 - 熊渡 - 雲和田 - 倉ノ平 - 黒岩 - 小出 - 小花地 - 三宝分乙 - 三宝文甲 - 三宝分丙 - 白崎 - 大倉乙 - 大倉甲 - 田沢 - 津川 - 綱木 - 角島 | - 釣浜 - 天満 - 豊川乙 - 豊川甲 - 豊川丙 - 豊実 - 取上 - 長谷 - 中ノ沢 - 七名乙 - 七名甲 - 西 - 野村 - 花立 - 払川 - 東山 - 日出谷 | - 日野川乙 - 日野川甲 - 日野川丙 - 平堀 - 広沢 - 広谷甲 - 広谷丙 - 福取 - 古岐 - 細越 - 三方乙 - 三方甲 - 向鹿瀬 - 八木山 - 谷沢 - 八ツ田 - 行地 - 吉津 - 両郷乙 - 両郷甲 |

## 教育

### 高等学校
- 新潟県立阿賀黎明高等学校（2020年3月までは併設型中高一貫校であった[10]。）

### 中学校
- 阿賀津川中学校（2008年4月、津川・鹿瀬・上川の三中学校を統合、津川中学校の校舎を引き継ぎ開校。）
- 三川中学校

### 小学校
- 津川小学校
  - 2019年に津川・鹿瀬・日出谷・三郷小を統合[11][12]
- 三川小学校
- 上川小学校
  - 2019年に上条小・西川小が統合し開校[11][12]

## 交通

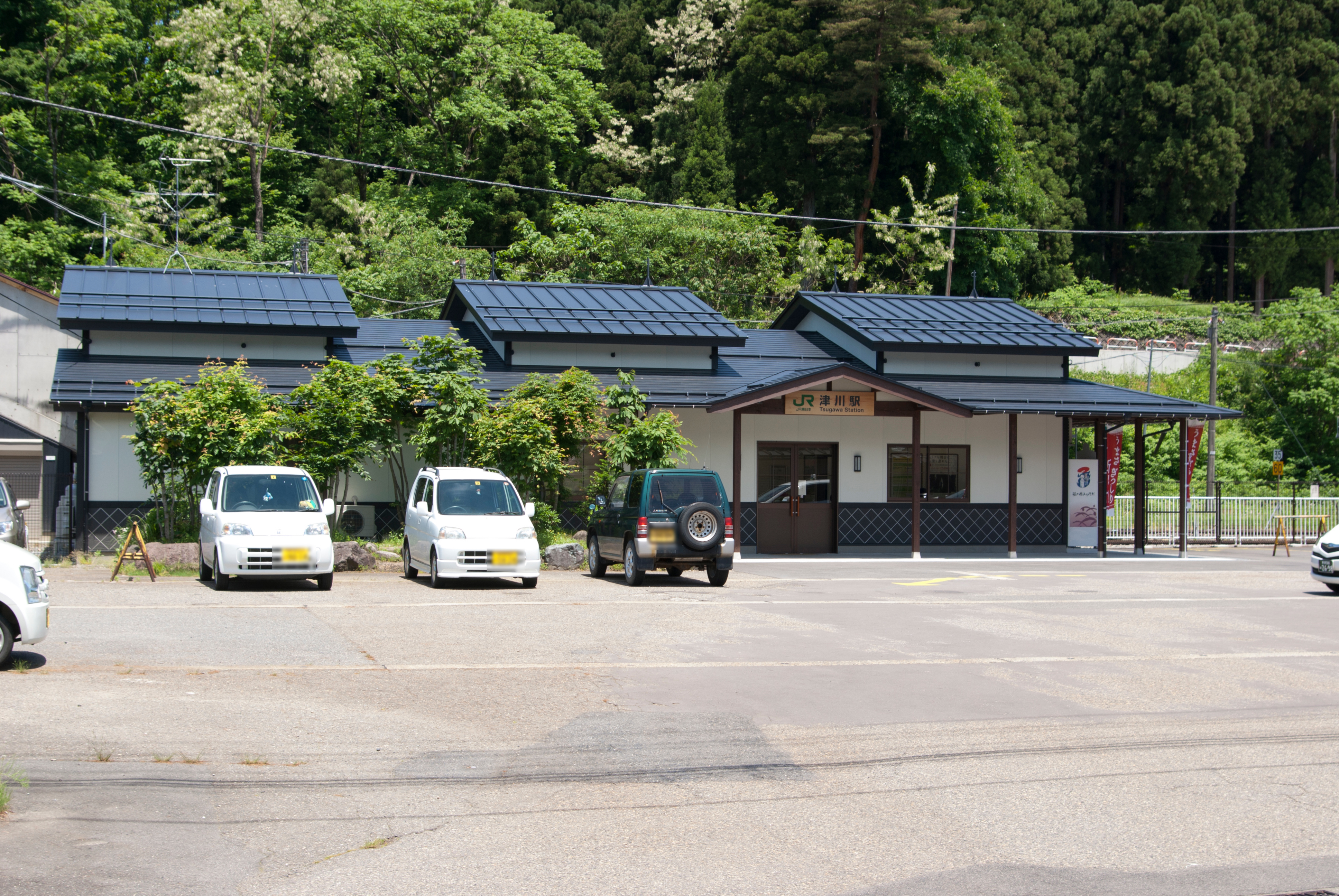
津川駅

### 鉄道路線
- 東日本旅客鉄道（JR東日本）
  - 磐越西線：豊実駅 - 日出谷駅 - 鹿瀬駅 - 津川駅 - 三川駅 - 五十島駅 - 東下条駅（町内全ての駅が無人駅となっている）

### 路線バス

阿賀町内のバス路線図

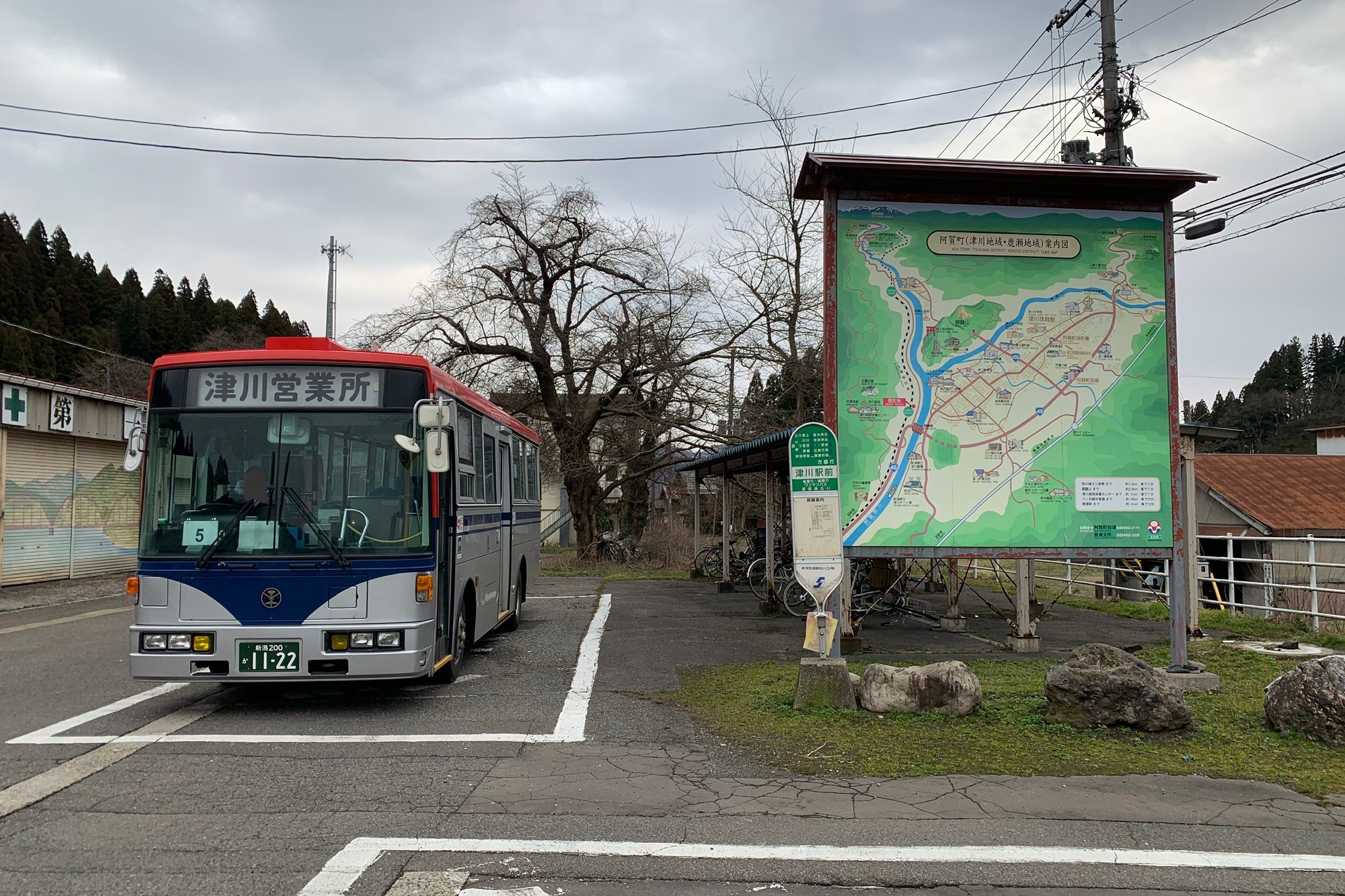
津川駅前バス停（2020年3月）

町内には新潟交通観光バス 津川営業所が置かれ、2019年夏時点では合計13の系統が運行されていたが、運転手不足のため2020年ごろを目途に全路線廃止となる可能性が一時報道された。2019年秋には一部路線が廃止されている（詳細は新潟交通観光バス#津川営業所管内を参照）。2025年3月末をもって同社の全路線が撤退し、これに伴い町のスクールバスを活用したコミュニティバスなどへの移行が行われることになった。
- 福祉バス[16]
- コミュニティワゴン[17]
- 阿賀町バス（高速バス） - 新潟市の病院と町を直通する（平日のみ運行。東蒲観光バスに委託）[15]。

### 高速バス

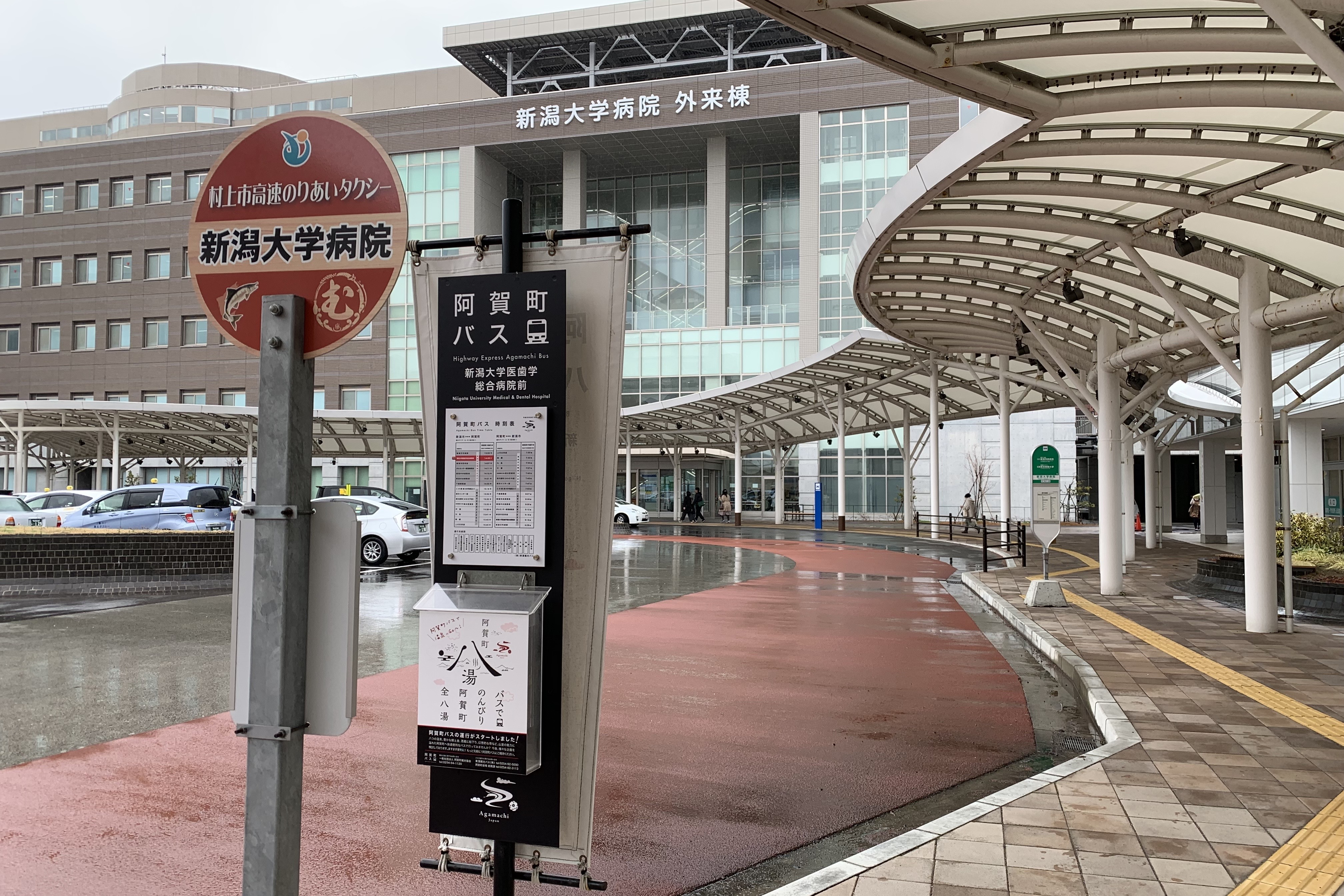
新潟大学病院前に設けられた阿賀町バスの停留所（2019年3月）

- 阿賀町バス[18] - 2016年10月、新潟交通観光バスの高速バス津川・上川線廃止に伴い運行開始。町内と新潟市の複数の医療機関を結ぶ[19]。
- 会津若松 - 新潟線

### 道路
- 高速道路
  - 磐越自動車道
    - 津川IC - 三川IC - 阿賀野川SA - 上川PA
- 一般国道
  - 国道49号
    - 津川バイパス
    - 揚川改良

  - 国道459号
- 県道
  - 新潟県道14号新発田津川線
  - 新潟県道17号新潟村松三川線
  - 新潟県道135号五十島停車場線
  - 新潟県道174号角島鹿瀬線
  - 新潟県道227号室谷津川線
  - 新潟県道228号柴倉津川線
  - 新潟県道322号鹿瀬日出谷線
  - 新潟県道354号黒倉野中線
  - 新潟県道496号二枚田狐窪線
  - 新潟県道512号西津川線
  - 新潟県道513号中ノ沢内川線
  - 新潟県道587号三川インター線
- 道の駅
  - 道の駅みかわ
  - 道の駅阿賀の里

## 観光

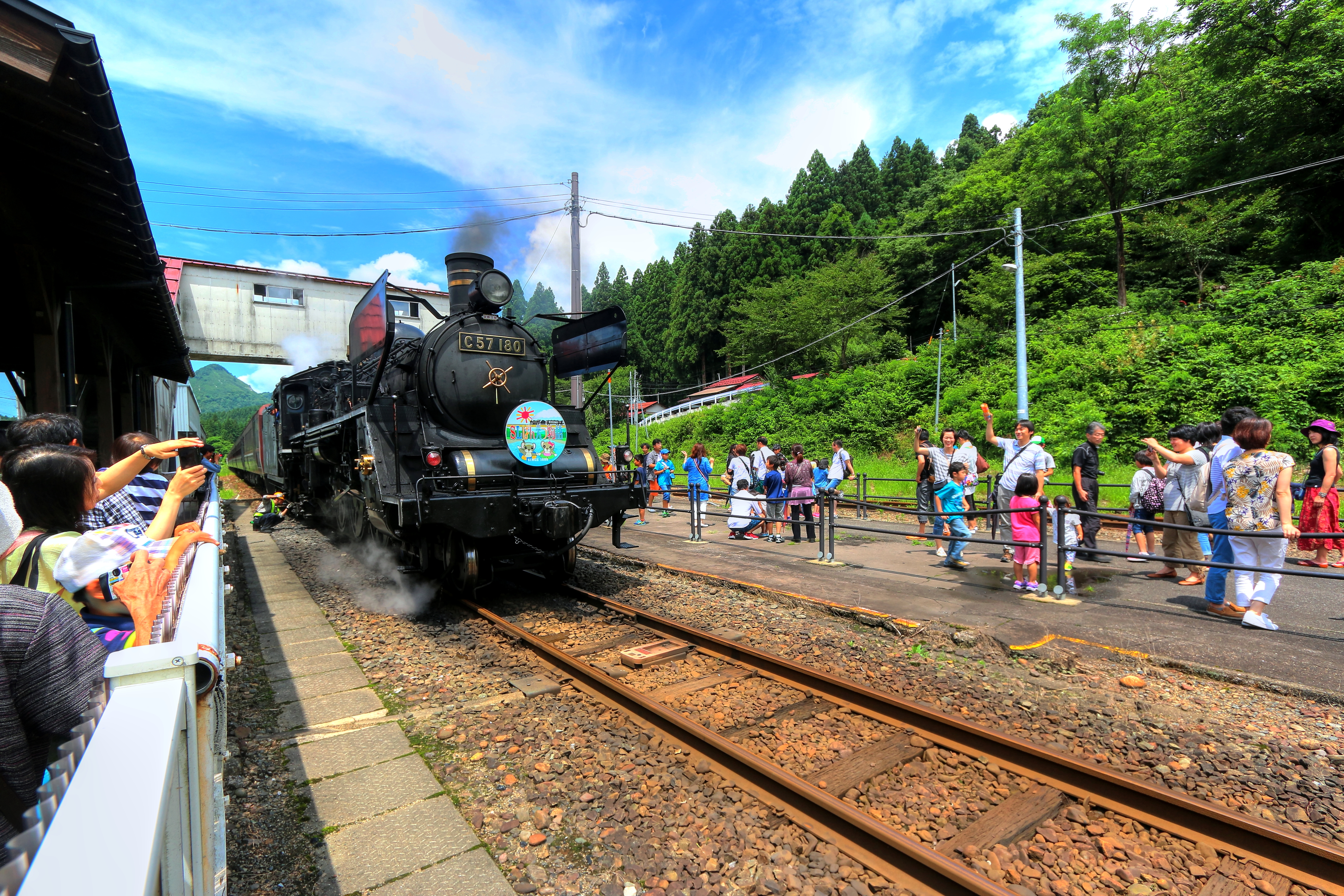
津川駅に停車中のSLばんえつ物語

観光列車「SLばんえつ物語」が三川駅および津川駅、日出谷駅に停車する。

### 名所・旧跡・観光スポット

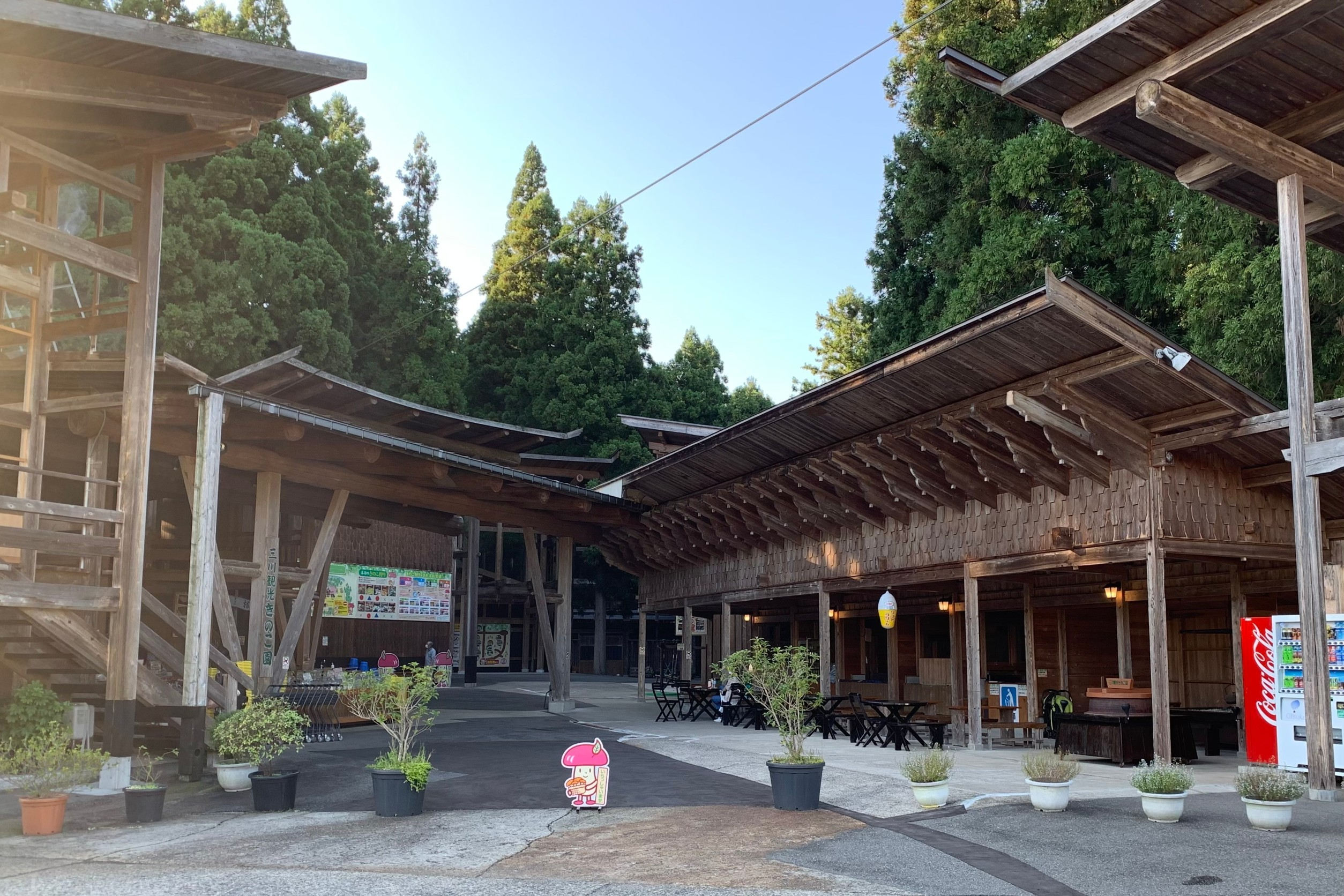
三川観光きのこ園（2021年9月）

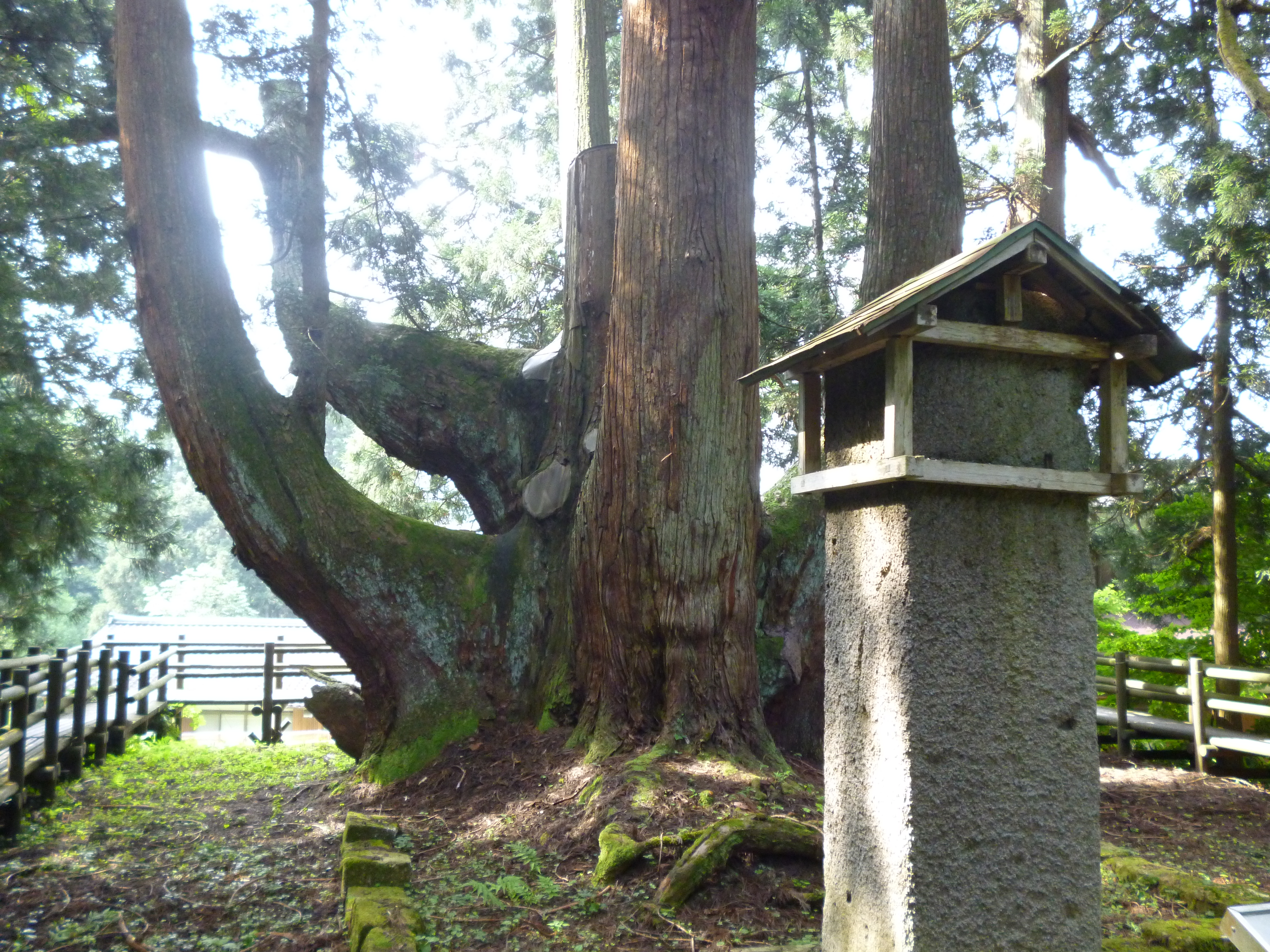
国の天然記念物・将軍スギ

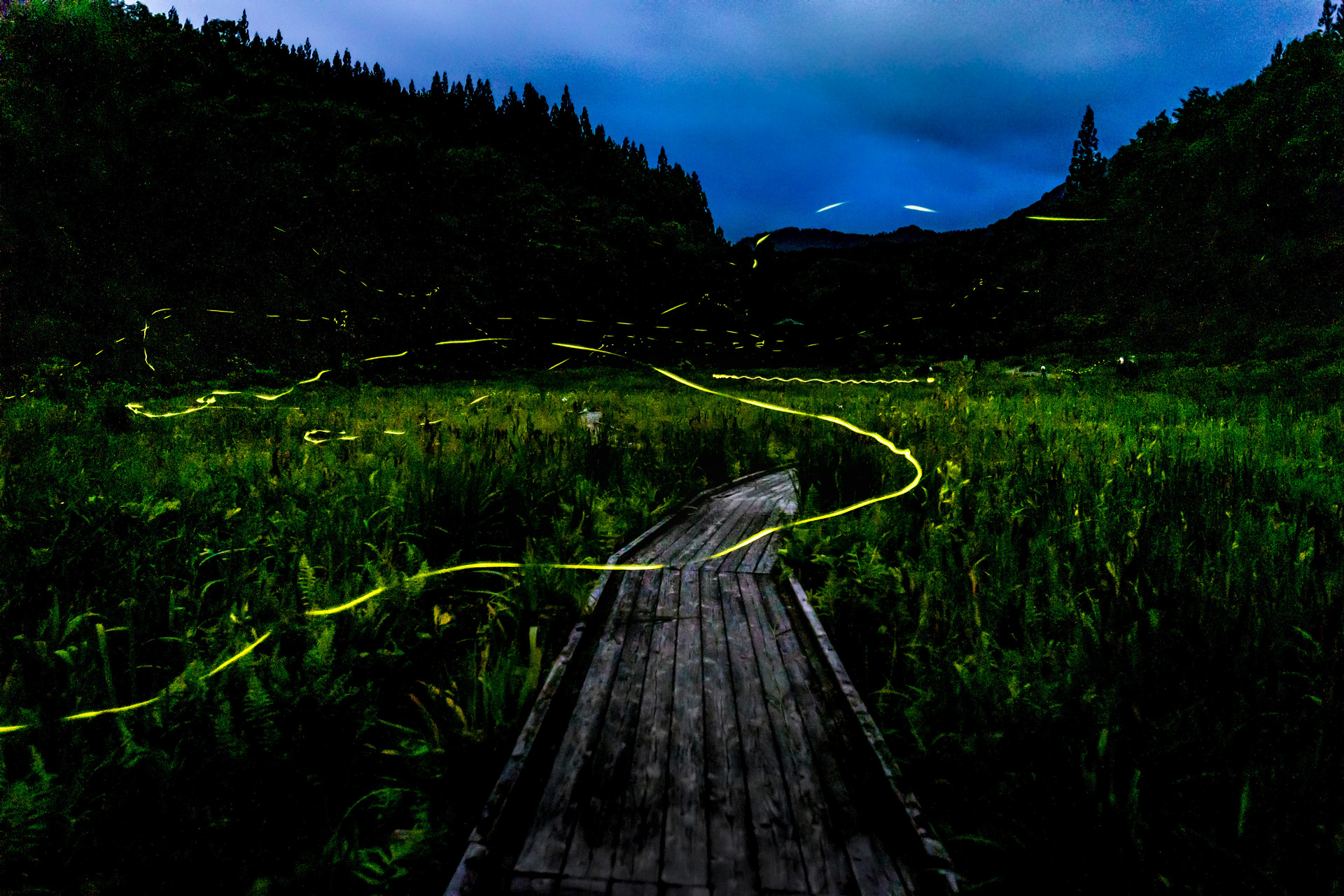
たきがしら湿原のホタル

- とんぼ（雁木造）のまちなみ
- 狐の嫁入り会館
- 持倉鉱山からみ煉瓦遺構：産業遺産[20]
- 麒麟山・津川城：県指定史跡
- 室谷洞窟（en:Muroya_Cave）：国指定史跡
- 小瀬ヶ沢洞窟：国指定史跡
- 将軍スギ：国の天然記念物
- 極楽寺の野中ザクラ：国の天然記念物
- 五十嵐家住宅（内部は非公開）：主屋、上手蔵、下手蔵は国の重要文化財
- 護徳寺：観音堂は国の重要文化財
- 平等寺：薬師堂は国の重要文化財
- ユキツバキ - 当町の麒麟山で発見・命名された花で、広く自生している。
- 七福の里
  - たきがしら湿原 - 廃村跡に造られた人工の湿原[21]
  - 大尾不動滝

### 公園・レジャー

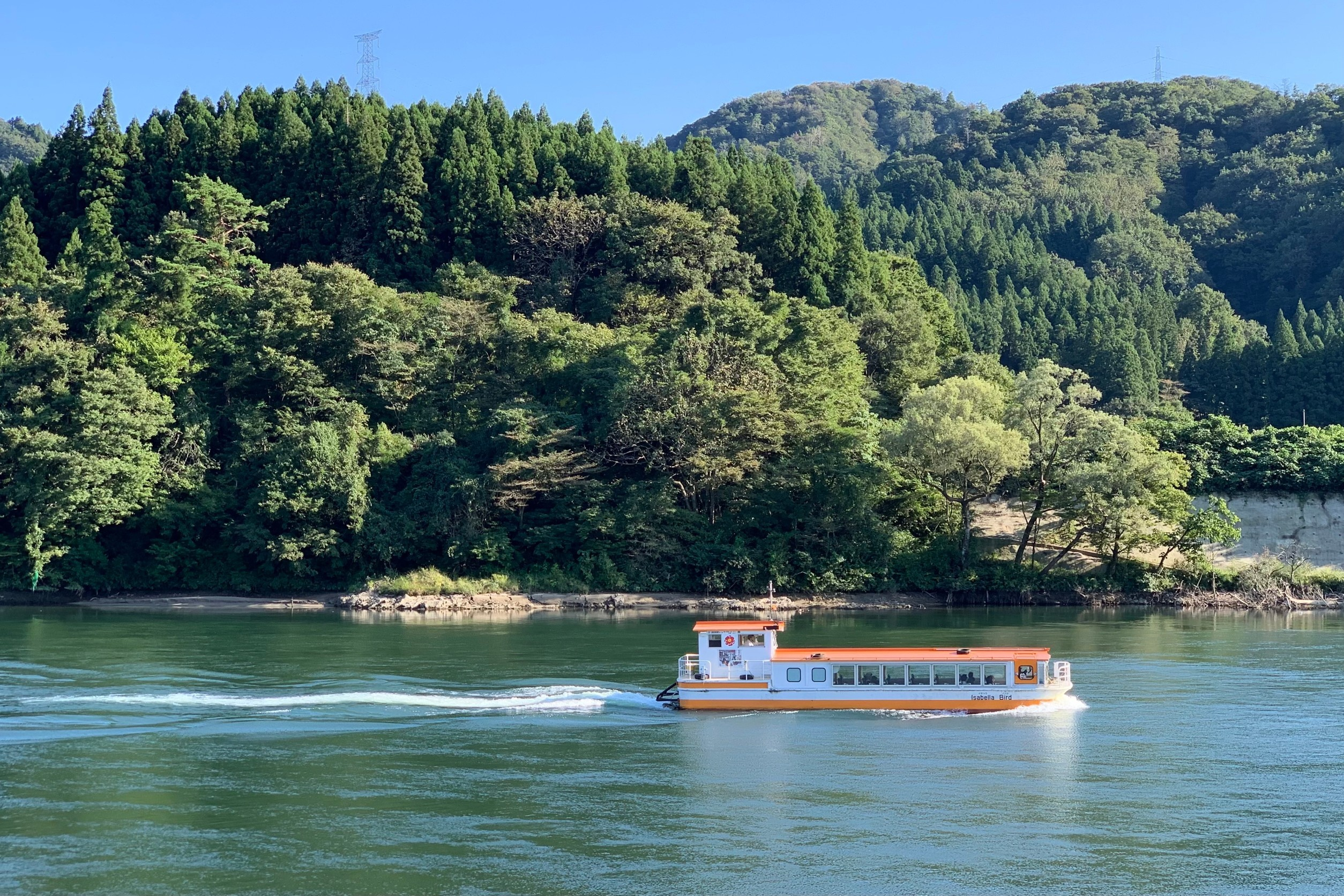
阿賀野川ライン舟下り

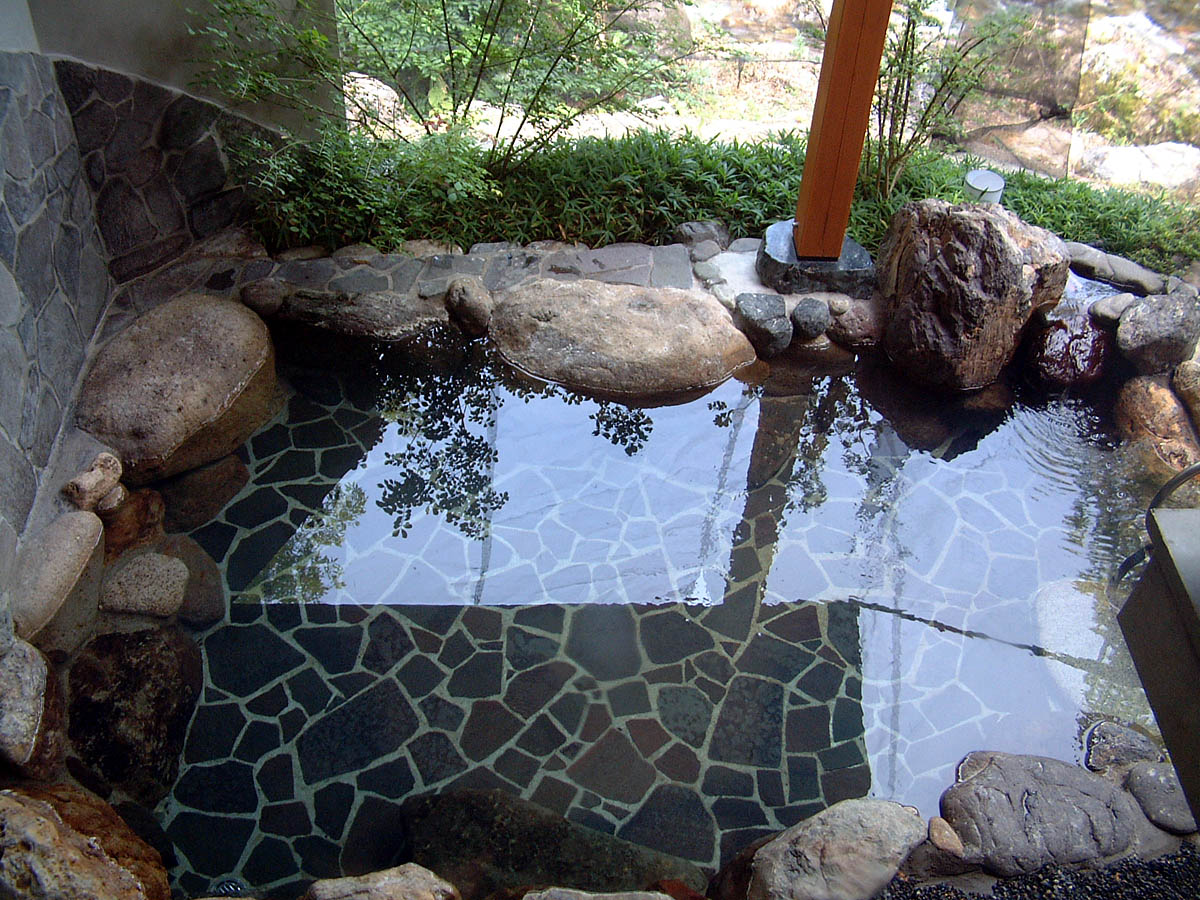
「御神楽温泉 あすなろ荘」の露天風呂

- 阿賀野川ライン舟下り
- 三川温泉スキー場
- 三川オートキャンプ場
- 角神湖畔青少年旅行村・赤崎山森林公園
- 実川渓谷森林公園
- 中ノ沢渓谷森林公園
- 麒麟山公園
- 芦沢高原ハーバルパーク
- 三川観光きのこ園

### 温泉
- 奥阿賀温泉郷
  - 麒麟山温泉
  - 三川温泉
  - 津川温泉
  - かのせ温泉
  - 角神温泉
  - 御神楽温泉
  - 七福温泉

町内には多くの温泉があり、民間のほか、町や第三セクターにより運営されている施設がある。このうち第三セクター「上川温泉」により運営されている施設が2019年9月時点では6施設あったが、新型コロナウイルス感染症流行の影響などを受け、同団体は2020年5月末をもってすべての指定管理から撤退。このうち2施設（みかぐら荘、清川高原保養センター）は全撤退前の2019年10月より、1施設（赤湯）は2020年7月より町営での営業に切り替わり営業継続されているが、残る3施設の存廃は未定である。また、同じく第三セクターの「ホテルみかわ」は2017年に中国資本の日本法人により買収されたが、こちらも新型コロナウイルス感染症流行の影響により2020年3月で休業となった。
なお、「角神湖畔青少年旅行村」も「上川温泉」により運営されていたが、「かのせ赤湯」と同日に町営に切り替わった。

## 文化・名物

### 方言
かつて会津藩領であった影響で、会津方言が混じる。推量の助動詞「べー」は郡ほぼ全域で使われるが、アクセントに関しては郡内でも越後側、会津側で異なる。

### 祭事・催事
- 狐の嫁入り行列（5月）
- ショウキ祭（県の無形民俗文化財。2・3月）
- 石戸獅子舞（8月）
- 奥阿賀国際アートフェスタ[29][30]

### 名産・特産
- 日本酒
  - 麒麟山酒造
  - 下越酒造
- きのこ
- 自然薯
- 三川とうふ[31]
- メダカの佃煮[32]
- 小出和紙 - 旧上川村域で生産。県の無形文化財[33]。

## 出身有名人
- 日高邦博（主夫。妻が競艇選手）
- 三原綱木（ギタリスト・バンドマスター）